# About Face (film, 1952)
Pour les articles homonymes, voir About Face.
Pour plus de détails, voir Fiche technique et Distribution.
About Face est un film musical américain réalisé par Roy Del Ruth et sorti en 1952.

## Synopsis
Trois amis s'engagent dans une académie militaire dans le sud des États-Unis. Alors que deux d'entre-eux ont des aventures amoureuses, le troisième essaie de garder le secret sur le fait qu'il est déjà marié et que sa femme attend un enfant.

## Fiche technique
- Réalisation : Roy Del Ruth
- Scénario : Peter Milne (en) d'après la pièce Brother Rat de John Monks Jr. et Fred F. Finklehoffe[1].
- Production : William Jacobs
- Photographie : Bert Glennon
- Montage : Thomas Reilly
- Musique : Ray Heindorf
- Production : Warner Bros.
- Durée: 94 minutes
- Date de sortie : 28 février 1952

## Distribution
- Gordon MacRae : Tony Williams
- Eddie Bracken : Biff Roberts
- Dick Wesson : Dave Crouse
- Virginia Gibson : Betty Long
- Phyllis Kirk :Alice Wheatley
- Aileen Stanley Jr. : Lorna Carter
- Joel Grey : Bender
- Larry Keating : Colonel Long
- Cliff Ferre : Lieut. Jones
- John Baer : Hal Carlton
- Mabel Albertson : Mrs. Carter
- James Best : Joe
- Ferris Taylor : le Docteur